# Osterberg
Osterberg är en kommun och ort i Landkreis Neu-Ulm i Regierungsbezirk Schwaben i förbundslandet Bayern i Tyskland.
Kommunen ingår i kommunalförbundet Altenstadt tillsammans med köpingarna Altenstadt och Kellmünz an der Iller.